# Callyna demaculata
Callyna demaculata là một loài bướm đêm trong họ Noctuidae.